# Château de Fontenay-Isoré
Le château de Fontenay-Isoré est un château situé à Tauxigny-Saint-Bauld (Indre-et-Loire) et inscrit aux monuments historiques le 9 août 1949.